# Дуайен, Жан
Жан Дуайен (фр. Jean Doyen; 1907, Париж — 1982, там же) — французский пианист, композитор и музыкальный педагог.
Окончил Парижскую консерваторию как пианист (1922), учился у Луи Дьемера и Маргерит Лонг. В 1924 г. дебютировал как солист с Оркестром Колонна. В дальнейшем вернулся в консерваторию в класс композиции, занимался у Поля Видаля и Анри Бюссе. Был известен прежде всего своими интерпретациями французской музыки рубежа XIX—XX вв., в том числе сочинений Мориса Равеля, Габриэля Форе, Габриэля Пьерне, Рейнальдо Ана, Венсана д’Энди. Записал также все вальсы Фридерика Шопена. Написал Реквием, фортепианный концерт, Сюиту для струнного квартета, ряд вокальных сочинений. В 1941—1977 гг. профессор фортепиано в Парижской консерватории, среди его учеников были Филипп Антремон, Идиль Бирет, Доминик Мерле.